# Węgierska Górka
Węgierska Górka is een dorp in de Poolse woiwodschap Silezië. De plaats maakt deel uit van de gemeente Węgierska Górka en telt 4000 inwoners.

## Verkeer en vervoer

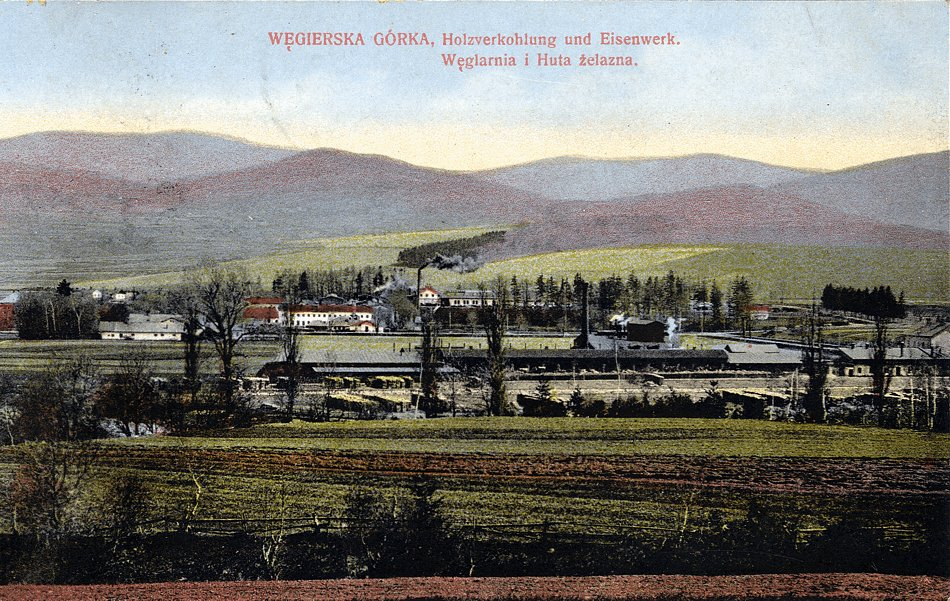
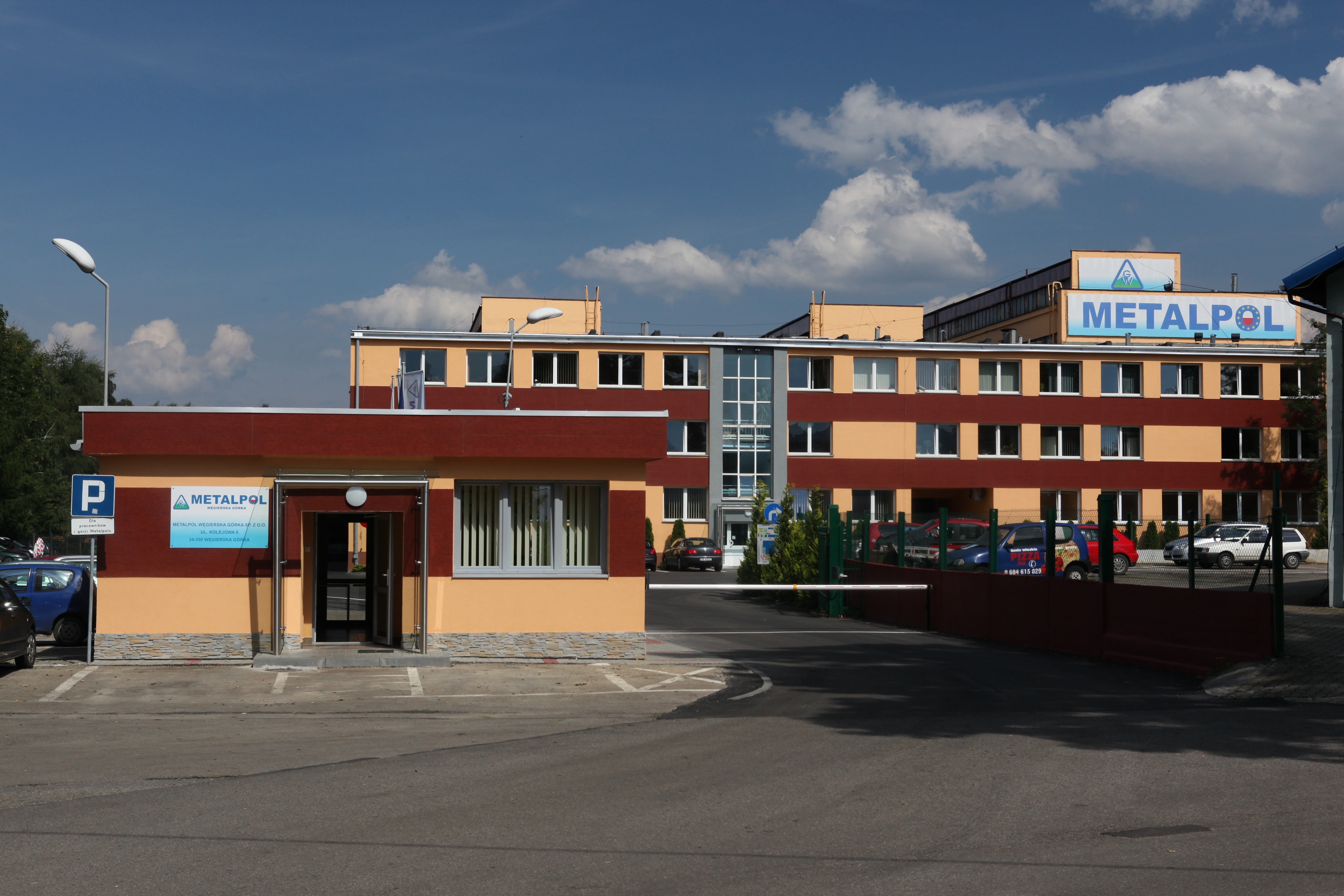
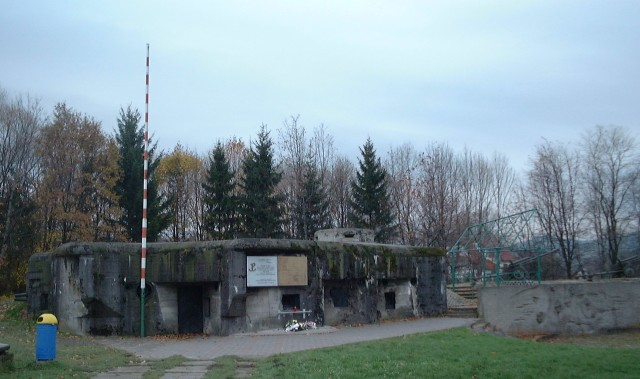
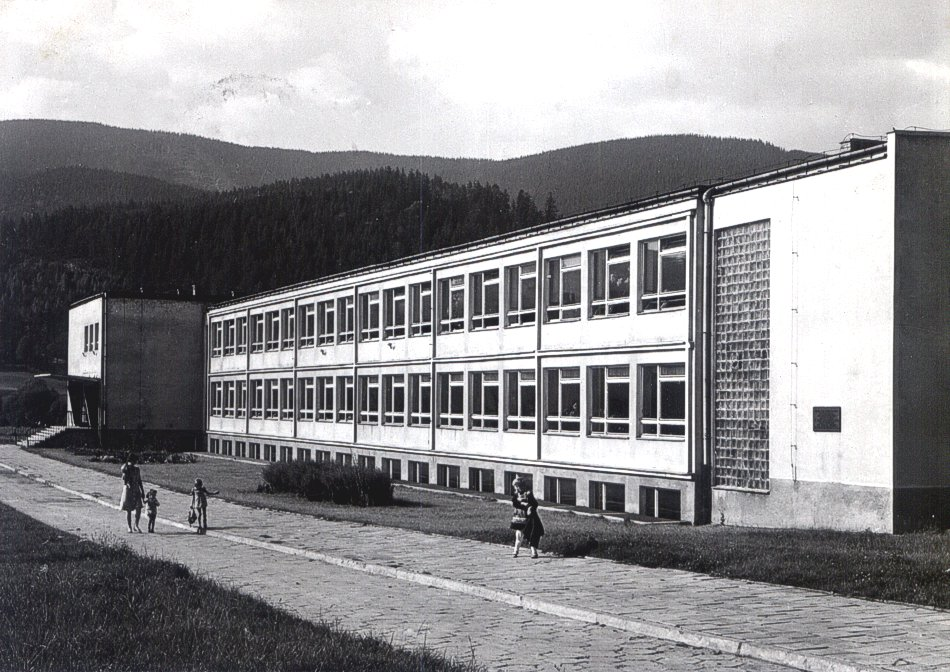
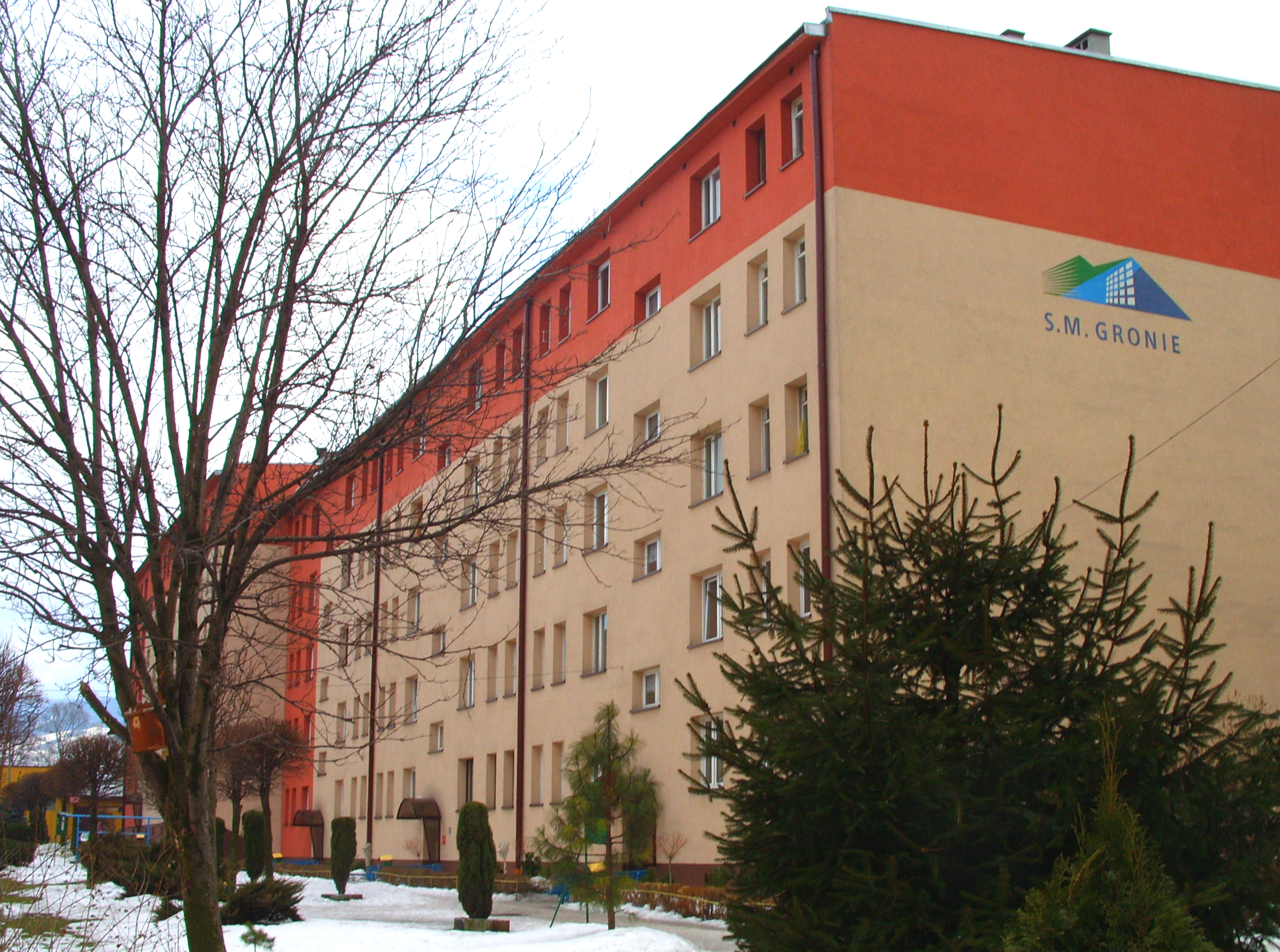
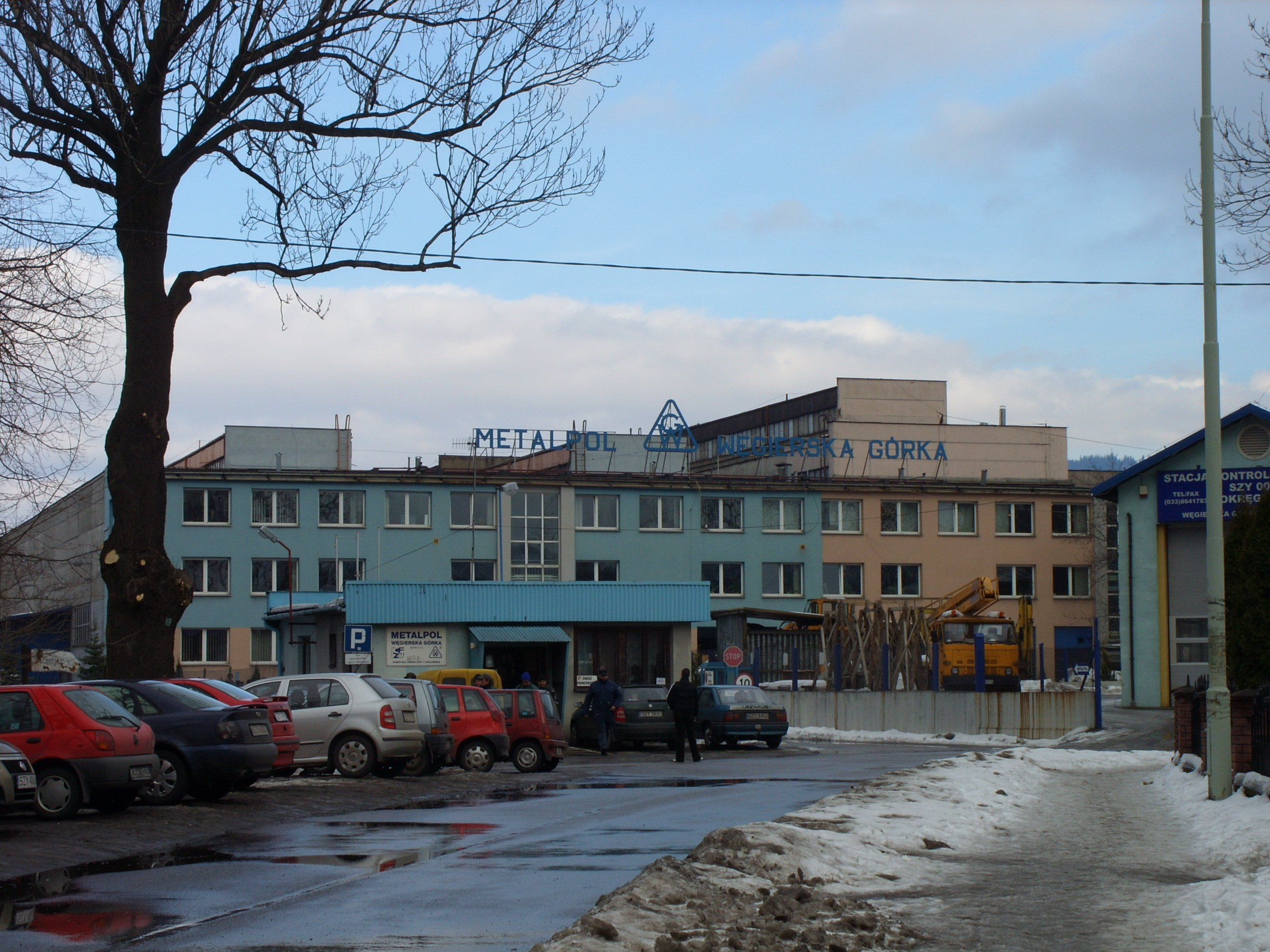
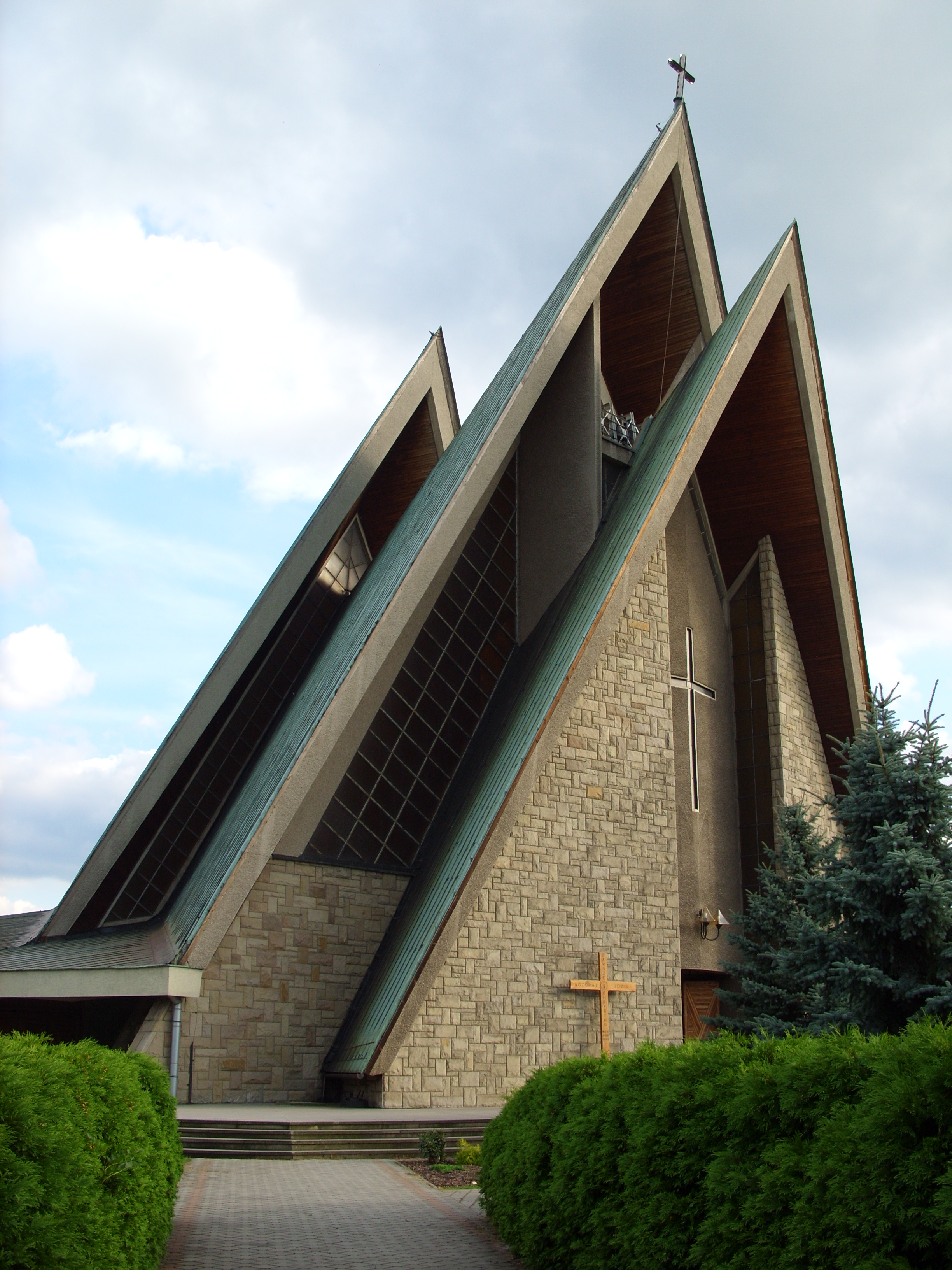
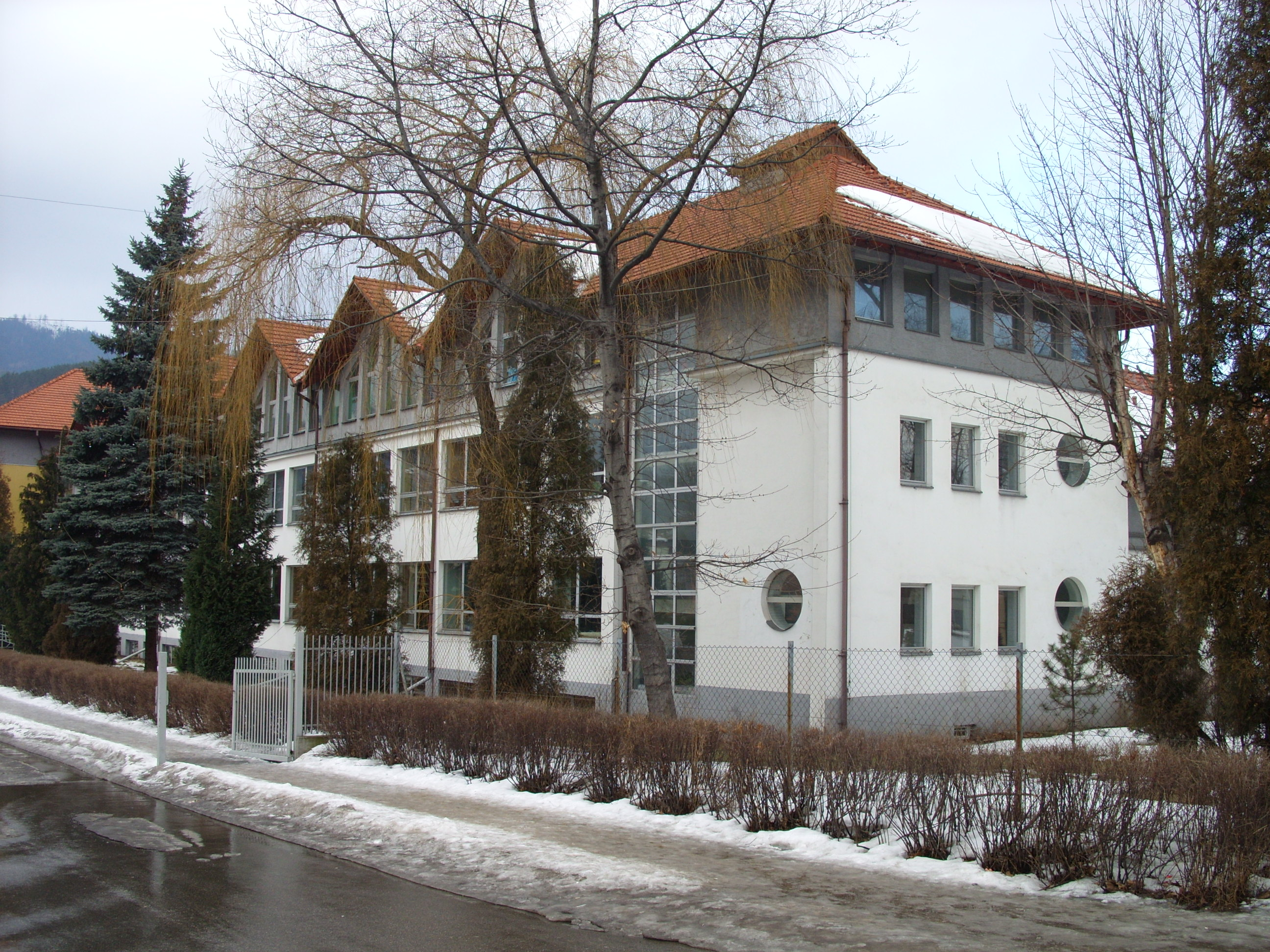
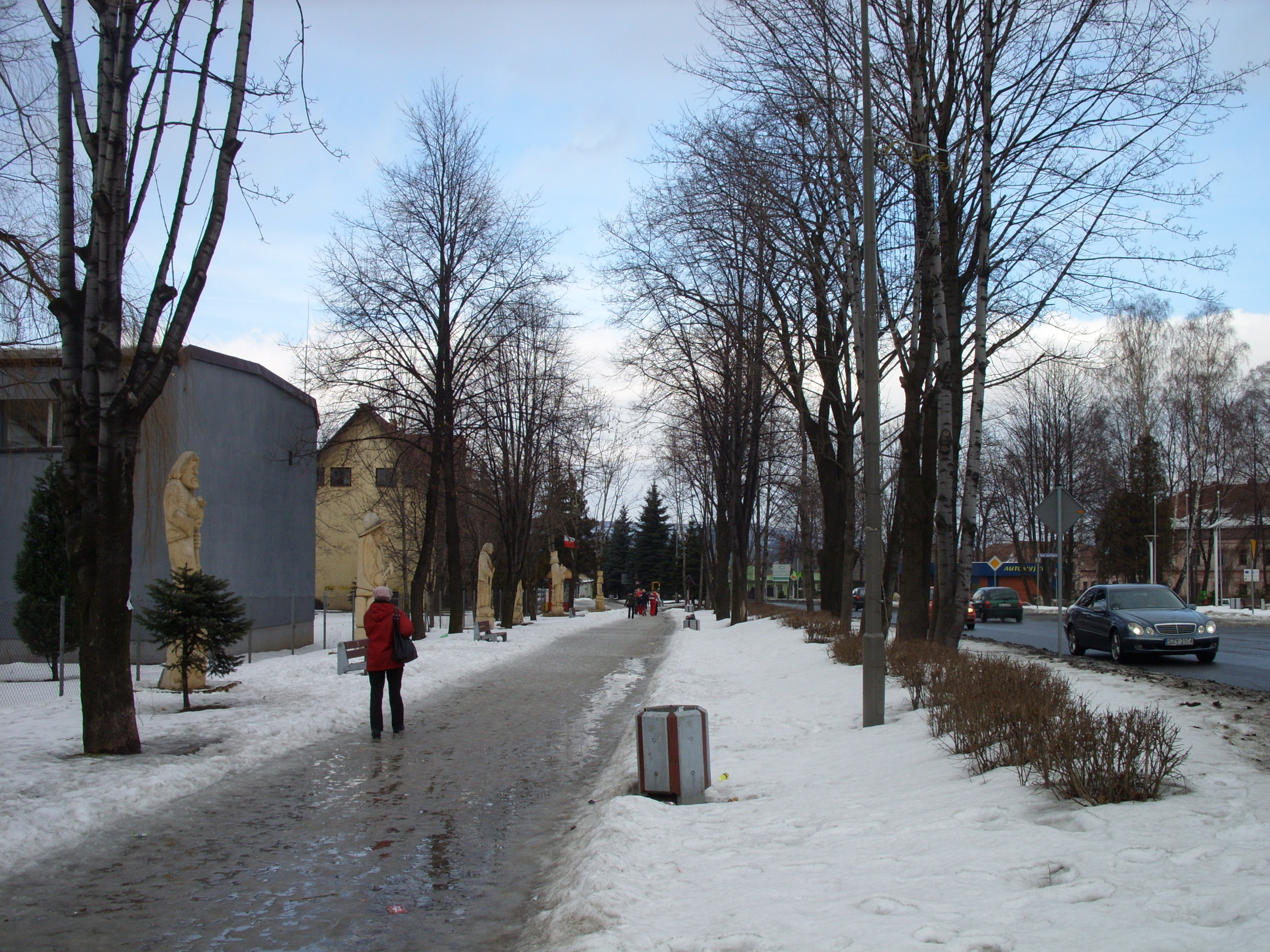
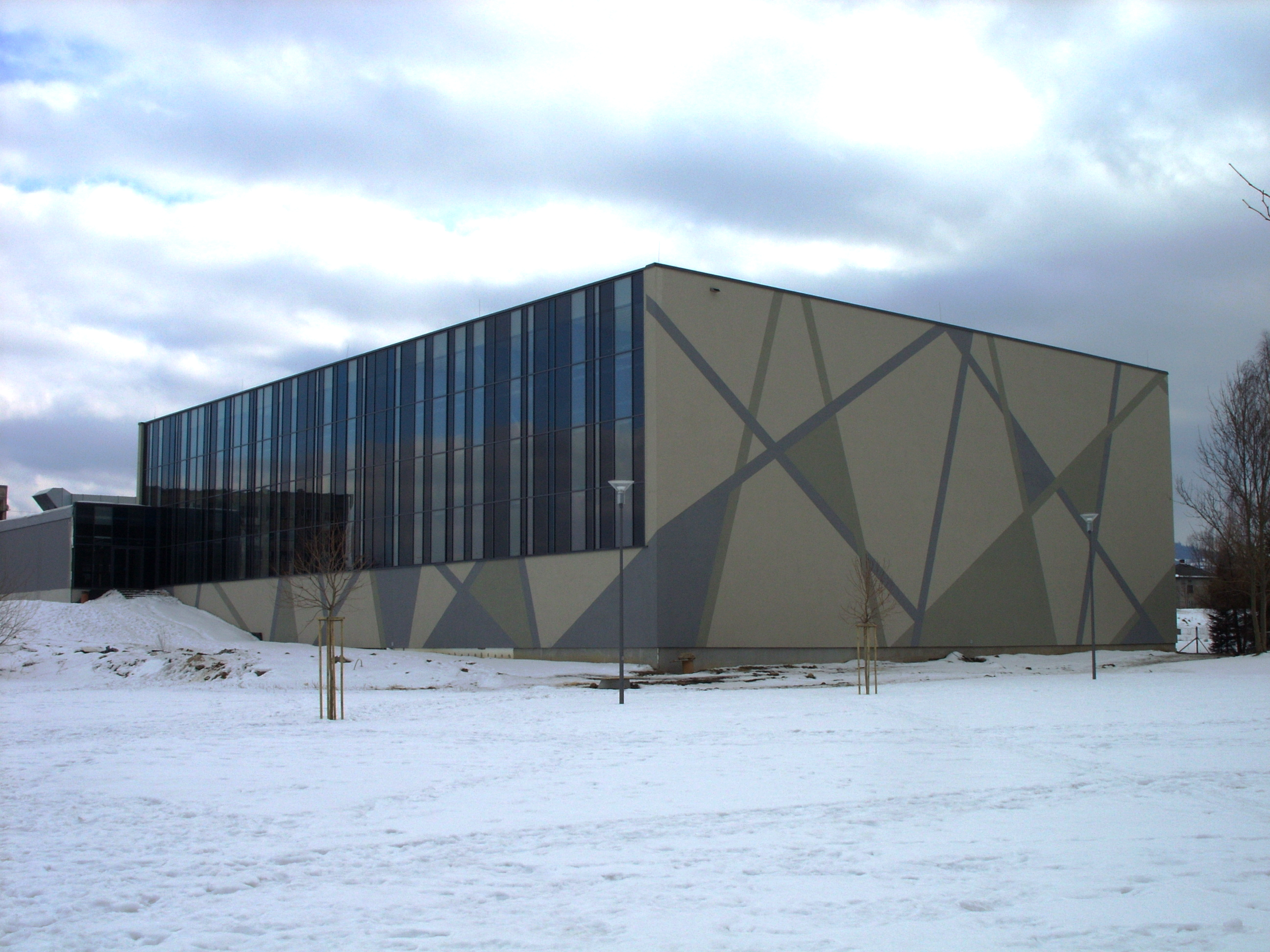
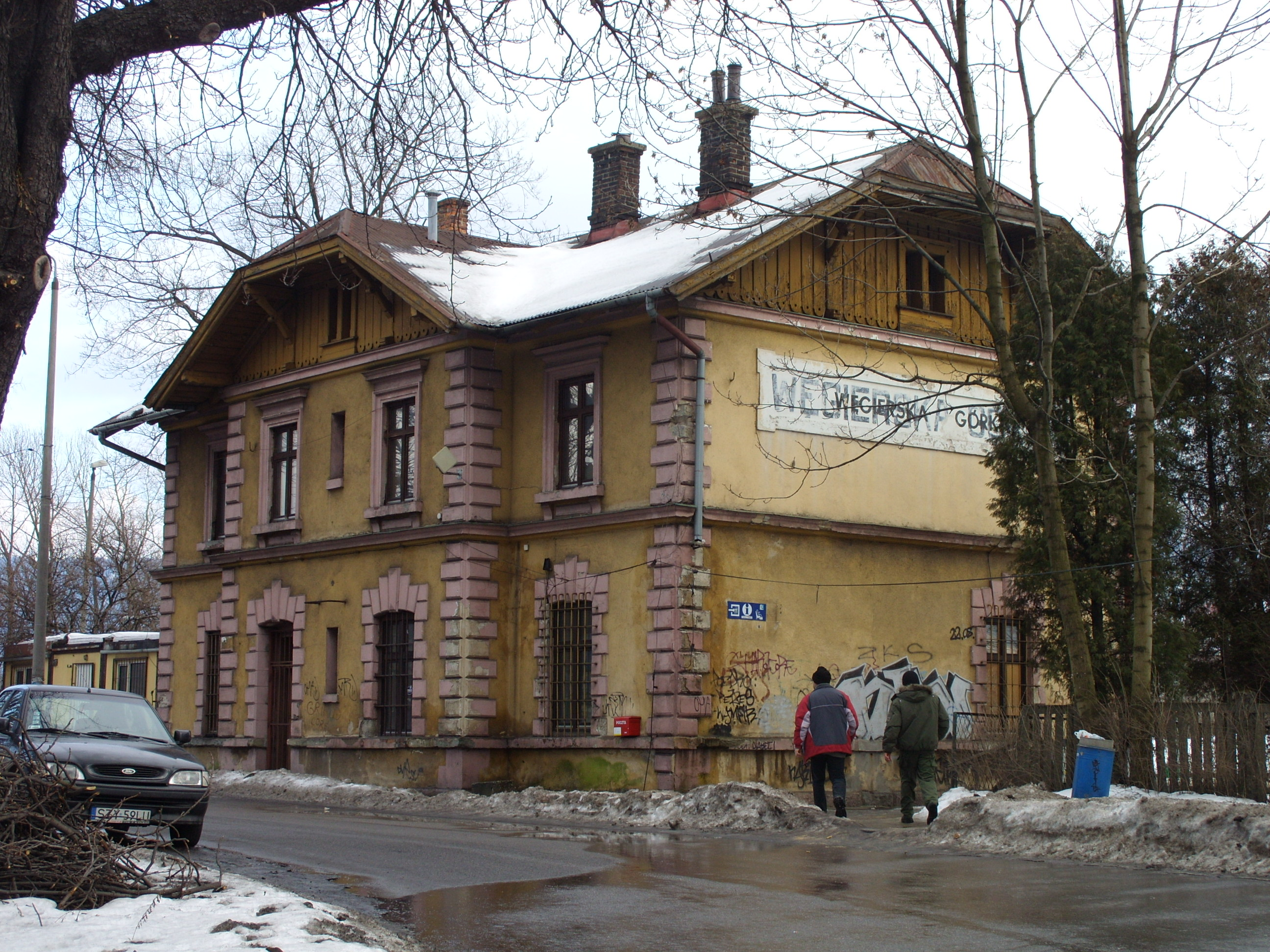

- Station Węgierska Górka